# Xưởng đóng tàu Gdańsk
Nhà máy đóng tàu Gdańsk (Stocznia Gdańska) trước đây là Nhà máy đóng tàu Lenin là một xưởng đóng tàu lớn ở thành phố cảng Gdańsk, Ba Lan. Nó trở lên nổi tiếng mang tầm quốc tế khi Công đoàn Đoàn kết (Solidarność) được thành lập tại đây vào tháng 9 năm 1980. Nhà máy đóng tàu này nằm ở tả ngạn bờ sông Martwa Wisła trên đảo Ostrów.

## Lịch sử
Nhà máy đóng tàu Gdańsk được thành lập vào năm 1946 với tư cách là một công ty nhà nước trên địa điểm của các nhà máy đóng tàu cũ của Đức là Danziger Werft và Schichau Seebeckwerft, cả hai đều bị hư hại đáng kể trong Chiến tranh thế giới lần thứ hai. Vào ngày 1 tháng 7 năm 1952, một doanh nghiệp nhà nước có tên Baza Remontowa - Ostrow được thành lập trên đảo Ostrów, tên của nó được đổi thành xưởng sửa chữa đóng tàu Gdańsk vào cuối năm. Trong thời Cộng hòa Nhân dân Ba Lan, khu phức hợp này được biết đến với tên gọi Nhà máy đóng tàu Gdańsk hay Nhà máy đóng tàu Vladimir Lenin ở Gdańsk (1967–89).
Nhà máy đóng tàu Phương Bắc (Stocznia Północna)  cũng được hình thành vào tháng 6 năm 1945, khi đó nó được gọi là Nhà máy đóng tàu số 3. Hoạt động của nó chủ yếu là sản xuất và sửa chữa xe lửa, xe điện và các tàu thủy nhỏ. Vào tháng 12 năm 1945 Nhà máy đóng tàu số 3 có lực lượng lao động 694 người, trong đó có 8 kỹ sư và 28 kỹ thuật viên. bắt đầu cho ra đời những chiếc tàu đánh cá Smack cung cấp cho Viện Hải sản Gdańsk và 53 chiếc tàu cứu hộ được đóng. Vào tháng 2 năm 1950, nhà máy đóng tàu số 3 đổi tên thành Nhà máy đóng tàu Phương Bắc và đến năm 1951, nhà máy này chấm dứt sản xuất tàu hỏa, thay vào đó là tàu chở hàng cỡ nhỏ, tàu đánh cá và tàu khoa học. Sau năm 1955, nhà máy đóng mới tàu cho hải quân Ba Lan, Liên Xô, Bulgaria, Nam Tư và Đông Đức, chủ yếu dành cho tàu đổ bộ, nghiên cứu thủy văn, cứu hộ, huấn luyện và tàu phóng lôi. Năm 1975 xưởng đóng tàu được đặt tên là "Westerplatte Anh hùng".
Năm 1980, Gdańsk là nơi diễn ra các sự kiện đánh dấu sự khởi đầu của cuộc kháng chiến có tổ chức đối với chế độ Cộng sản ở Đông Âu. Một cuộc đình công của 17.000 công nhân đóng tàu đã chứng kiến Công đoàn Đoàn kết (Solidarność), do thợ điện nhà máy đóng tàu Lech Wałęsa lãnh đạo, được công nhận là Công đoàn phi Cộng sản đầu tiên trong khối Liên Xô lúc bấy giờ. Động thái này là một trong những bước thành công đầu tiên trong việc phản kháng của dân chúng, góp phần vào sự sụp đổ của Chủ nghĩa Cộng sản trên khắp Đông Âu.
Qua những năm 1980, nhà máy đóng tàu tiếp tục sản xuất siêu tàu đánh bắt cá, hải sản, thủy văn và tàu đổ bộ cho quân đội Liên Xô - 4 chiếc cuối cùng đã được chuyển giao vào năm 1991. Hợp đồng ký kết với Hải quân Ba Lan dưới chế độ Cộng sản đã được chuyển giao vào đầu Những năm 1990. Khó khăn trên thị trường thế giới buộc phải thay đổi căn bản và kho bãi bắt đầu được sử dụng làm nơi chuyên chở container hàng hóa, chủ yếu sang Đức và Nigeria.
Năm 1990, nhà máy này được cổ phần hóa, từ đó hoạt động với tên gọi Stocznia Gdańsk SA. Vào ngày 1 tháng 4 năm 1993, nhà máy trở thành một tập đoàn công nghiệp chuyên đóng các loại tàu đánh cá, phà, tàu lai dắt, tàu xa bờ, tàu vận chuyển khí, tàu container, tàu thủy văn và khoa học cung cấp cho nhiều quốc gia như Đan Mạch, Phần Lan, Đức, Na Uy, Anh, Mỹ và Ba Lan.
SS Sołdek (tàu chở than và quặng) là con tàu đầu tiên được đóng mới ở Ba Lan sau Chiến tranh thế giới lần thứ hai. Được hạ thủy vào ngày 6 tháng 11 năm 1947 theo đơn đặt hàng của một chủ sở hữu người Ba Lan, nó là chiếc đầu tiên trong số 29 tàu loại Project B30, được đóng từ năm 1949 - 1954 tại nhà máy. Hiện nó neo đậu tại nhà máy như là một tàu bảo tàng

## Hình ảnh

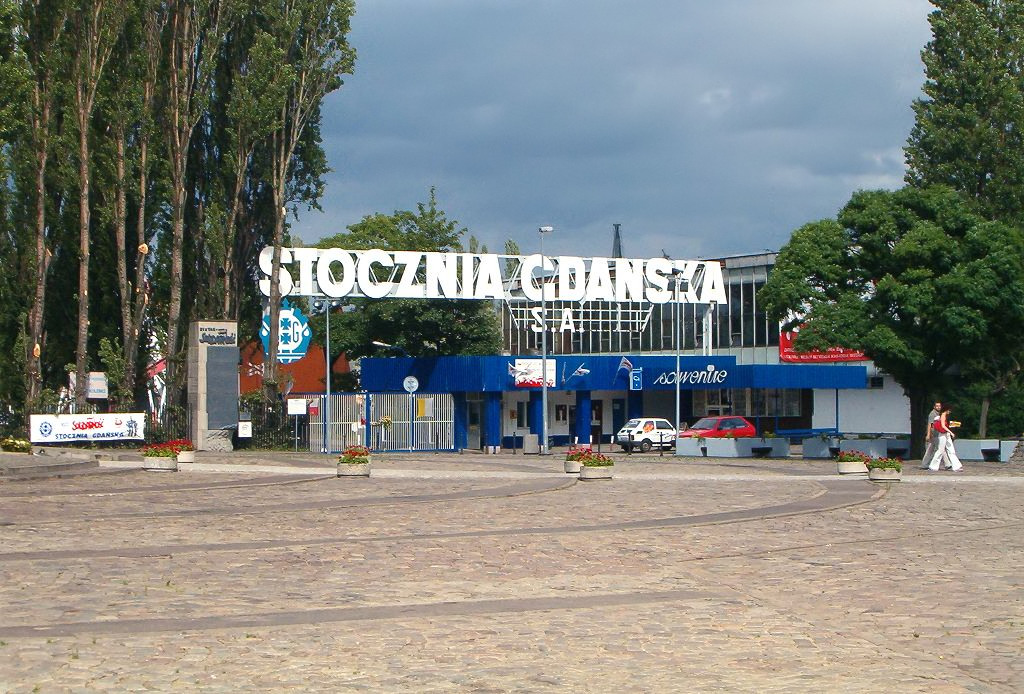
Lối vào
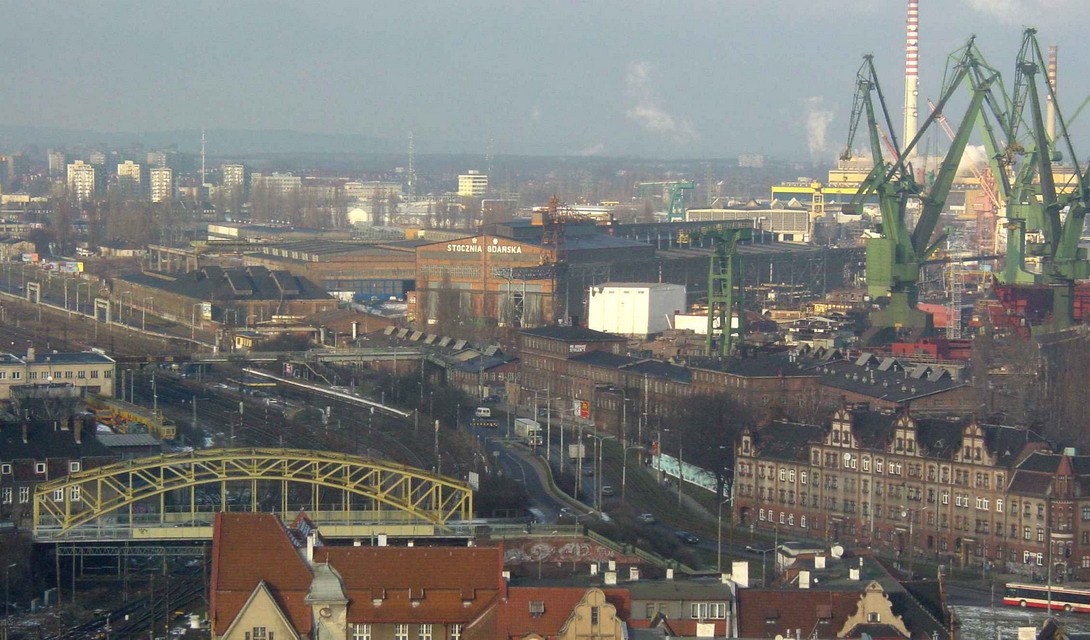
Xưởng đóng tàu Gdańsk, nơi khai sinh Công đoàn Đoàn kết
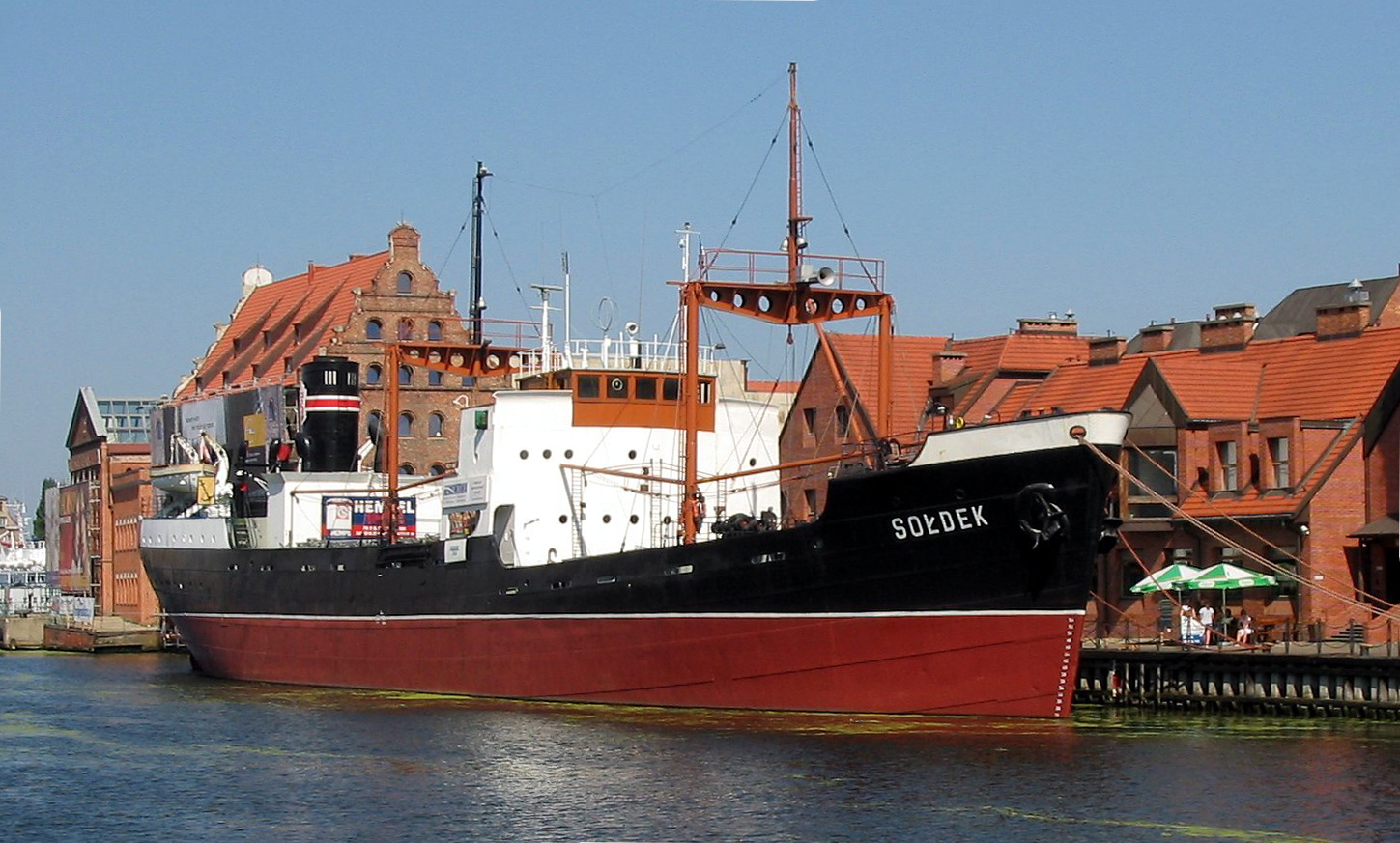
SS Sołdek – tàu bảo tàng, ảnh chụp năm 2004
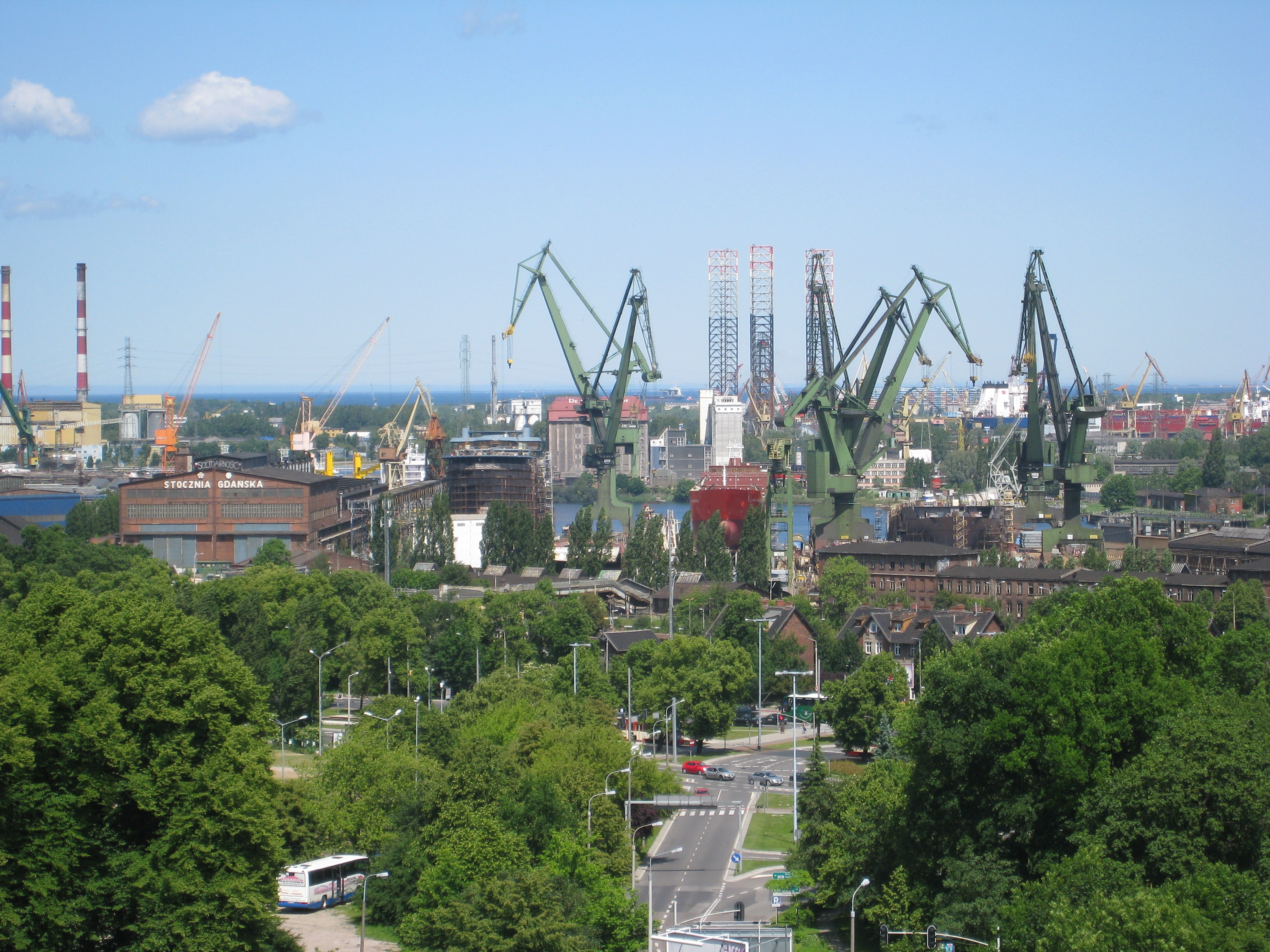
Quang cảnh xưởng đóng tàu năm 2009